# دردار بيرندي
دردار بيرندي (الاسم العلمي: Ulmus berandii) هو نوع نباتي يتبع جنس الدردار من فصيلة الدردارية.